# Indexi
Indexi je bila ena prvih in najbolj trajnih rock skupin v bivši Jugoslaviji, ki je užival popularnost poslušalcev tovrstne glasbe skozi generacije. Skupina je bila ustanovljena leta 1962 v Sarajevu in je razpadla s smrtjo vokalista Davorina Popovića leta 2001.
Kmalu po ustanovitvi je skupina postala sinonim za tako imenovano Sarajevsko šolo popa. Ker so bili vsi člani študenti na univerzi, so zlahka izbrali ime za skupino: Indexi, študentske modre knjižice za beleženje prisotnosti in opravljenih izpitov. Na začetku so igrali večinoma instrumentalne predelave svetovnih rock hitov, vendar so okoli leta 1967 začeli skladati lastne pesmi.
Osnovno sestavo so predstavljali: Slobodan A. Kovačević - kitara, Fadil Redžić - bas in Davorin Popović - vokal, medtem ko so bobnarje in klaviaturiste pogosto menjali. Podobno kot skupina Korni grupa so tudi Indexi imeli dve vzporedni karieri: 
- kot popularna skupina, ki snema številne single in EPS, ter nastopa na pop festivalih popevk
- in kot pionirski progresiven bend, ki naj bi leta 1969 baje posnel prvo jugoslovansko pesem, ki je trajala več kot 10 minut, Nekdje na kraju u zatišju.

Na začetku 70-ih so izvedli turnejo in igrali na številnih pop festivalih, hkrati pa delali načrte za snemanje njihovega prvega albuma LP. Producenti v glasbenih založbah so vztrajali, naj delajo samo lastne hite. V tem obdobju so igrali v Sovjetski zvezi, na Poljskem in v Bolgariji, hkrati pa izvajali koncerte po Jugoslaviji. V tem času je leta 1972 izšel tudi singel »Plima«, skladba, ki je bila posneta 1968 z izrazitim kitarskim solom Kovačevića na jugoslovanski rock sceni. Ostanek kariere od srednjih 70-ih do 90-ih so občasno snemali single in se pojavljali na koncertih, izogibajoč se rock 'n' rollovskemu življenju. Ker so imeli poleg ukvarjanja z glasbo tudi redne službe, se niso podrejali komercializaciji in so snemali ter nastopali le, ko so bili pripravljeni nastopiti skupaj. Prav zato so se mogoče obdržali tako dolgo, 35 let in več. Njihova glasba je karakterizirana kot dominanten zvok z razločno prevlado kitare in odsevi vpliva skupin Procol Harum, Beatles in Deep Purple.
Kljub temu so skozi desetletja glasbene kariere Indexi uspeli posneti le dva dostojna studijska albuma. Modra rijeka iz leta 1978 je vrhunec jugoslovanskega progresivnega rocka. Visoko izpopolnjen konceptualni album, ki je temeljil na liriki najboljšega bosanskega pesnika Maka Dizdarja, ponuja veliko glasbenosti v smislu simfoničnega stila podobnega kot pri Yes. Drugi album, Kameni cvetovi, je bil izdan leta 1999 in je bolj rockovsko usmerjen. Leta 2001 je znani vokalist Indexov Davorin Popović umrl, zato se je zgodba benda končala. Zadnji »posmrtni« izid je bil dvojni CD Poslednji koncert u Sarajevu. Za poslušanje je priporočljiv prvi album, Modra rijeka, ki je pomembno delo, poleg tega pa še nešteto legalnih ali pollegalnih DC kompilacij z znanimi hit singli.

## Največji hiti
- Predaj se srce,
- Bacila je sve niz rijeku,
- Sanjam,
- Sve ove godine,
- Ti si mi bila u svemu naj, naj...,
- Plima,
- Jutro če promjeniti sve,
- 310 poljubaca vrelih,
- Snijeg pade na behar, na voće.